# Acid peroxymonosulfuric
Acid peroxymonosulfuric, còn được gọi là acid persulfuric, acid peroxysulfuric, hoặc acid caroic là một acid vô cơ có công thức hóa học được quy định là H2SO5. Acid này tồn tại dưới dạng chất lỏng ở nhiệt độ phòng. Trong acid này, trung tâm cấu trúc là lưu huỳnh(VI) với dạng thức hình học tứ diện đặc trưng; kết nối được biểu thị bằng công thức HO-O-S(O)2-OH. Đây là một trong những chất oxy hóa mạnh nhất được biết đến (E0 = +2.51 V) và có tính bốc cháy cao.
H2SO5 đôi khi bị nhầm lẫn với H2S2O8, hợp chất được gọi là acid peroxydisulfuric. Acid disulfuric, dường như được sử dụng rộng rãi hơn do các muối kim loại kiềm của nó, có cấu trúc HO-S(O)2-O-O-S(O)2-OH.

## Lịch sử
H2SO5 được Heinrich Caro mô tả lần đầu tiên vào năm 1898, sau đó tên của hợp chất này được đặt theo tên ông.

## Tổng hợp và sản xuất
Điều chế acid Caro quy mô phòng thí nghiệm là cho acid chlorrosulfuric kết hợp với hydro peroxide.
H2O2 + ClSO2OH  ⇌ H2SO5 + HCl
Sản xuất acid Caro quy mô lớn thường thực hiện tại chỗ, do tính không ổn định của nó. Theo sáng chế của Martin, acid Caro được sản xuất bằng acid sulfuric nồng độ >85% và hydro peroxide nồng độ <50% ("dung dịch Piranha").
H2O2 + H2SO4  ⇌ H2SO5 + H2O

## Sử dụng trong công nghiệp
H2SO5 đã từng được sử dụng làm chất tẩy uế và trong các ứng dụng làm sạch, như xử lý bể bơi và làm vệ sinh răng giả. Các muối kim loại kiềm của H2SO5 có triển vọng trong khử lignin của gỗ.
Các muối amoni, natri và kali của H2SO5 được sử dụng trong công nghiệp chất dẻo làm tác nhân mồi polymer hóa, chất khắc ăn mòn, chất loại bỏ hồ trong ngành dệt may, cải tạo đất và trong khử màu và khử mùi dầu.
Kali peroxymonosulfat, KHSO5, là muối acid kali của acid peroxymonosulfuric. Nó được sử dụng rộng rãi làm tác nhân oxy hóa.

## Nguy hiểm
Acid này có tính gây nổ cao. Các vụ nổ đã được báo cáo tại Đại học Brown và Sun Oil. Như với tất cả các chất oxi hoá mạnh, acid peroxysulfuric nên được giữ xa các hợp chất hữu cơ như ete và keton vì khả năng peroxide hóa hợp chất, tạo ra một phân tử không ổn định cao như axeton peroxide.